# B-52 (cocktail)
Pour les articles homonymes, voir B52.
Le B-52 est un cocktail composé en proportions égales de Kahlua (liqueur de café), de Baileys (crème de whisky) et de Cointreau (liqueur d'oranges douces et amères).
Lorsqu'il est correctement préparé, ses ingrédients forment trois phases distinctes : la liqueur de café en bas, puis le Bailey's et enfin le Cointreau. Cette hétérogénéité est due à la non-miscibilité de l'eau et de l'éthanol (principaux composants de la liqueur de café et du Cointreau) avec la crème (contenue dans le Bailey's).
Le Cointreau peut être remplacé par du triple sec ou du Grand Marnier. Il est possible d'enflammer le Cointreau avant de boire le cocktail à l'aide d'une paille en commençant par le bas. 

À la fin, le buveur peut aspirer les dernières vapeurs de Cointreau. Son nom fait référence au groupe The B-52's et non à l'avion Boeing B-52 Stratofortress.[réf. nécessaire]

## Recette
Recette :

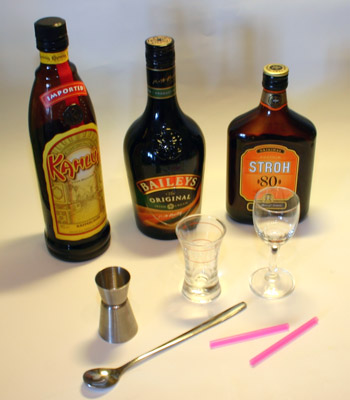
Des ingrédients et des ustensiles permettant de fabriquer un B-52

- 2 cl de triple sec (giffard, cointreau, grand marnier)
- 2 cl de crème de whisky (bailey's)
- 2 cl de liqueur de café (kahlua, giffard...)

## Variantes
- B-52 with Bombay Doors, un B-52 avec du gin Bombay
- B-52 in the Desert, un B-52 avec tequila au lieu du Bailey[2] ;
- B-52, un B-52 avec du Cointreau ;
- B-53, un B-52 avec de la Vodka ;
- B-54, un B-52 avec de l'Amaretto ;
- B-55, un B-52 avec de l'absinthe ;
- B-57, un B-52 avec du Sambuca et du Triple sec au lieu du Grand Marnier ;
- B-61, un B-52 avec de la vanille et de la crème de cacao ;
- B-1, un B-52 avec de la vodka Ketel One[3] ;
- B-56, un B-52 avec de la liqueur de biscuit a la place du bailey ;
- B-59,  un B-52 avec de la Vodka de Loos(59) ;
- B-38, un B-52 avec de la Chartreuse (verte de préférence) au lieu du Grand Marnier ;
- B-44, un B-52 avec de la liqueur Quarante Quatre [4] au lieu du triple sec ;
- B-51, un B-52 avec du Pastis 51 au lieu du Grand Marnier ;
- Beirão Ardente (un B-52 portugais) de haut en bas : Absinthe, baileys, licor beirão